# Pahtaçi Çärjew
Pahtaçi Çärjew (turkm. «Pahtaçi» futbol kluby, Çärjew) – turkmeński klub piłkarski, mający siedzibę w mieście Türkmenabat na wschodzie kraju.
W latach 1994–1996 występował w Ýokary Liga.

## Historia
Chronologia nazw:
- 1950: Trudowye Rezerwy Çärjou (ros. «Трудовые резервы» Чарджоу)
- 1965: Zahmet Çärjou (ros. «Захмет» Чарджоу)
- 1967: Irrigator Çärjou (ros. «Ирригатор» Чарджоу)
- 197?: Wodnik Çärjou (ros. «Водник» Чарджоу)
- 06.1974: Amyderýa Çärjou (ros. «Амударья» Чарджоу)
- 1992: Hlopkowik Çärjew (ros. «Хлопковик» Чарджев)
- 1996: Pahtaçi Çärjew (ros. «Пахтачи» Чарджев)

Piłkarski klub Trudowye Rezerwy został założony w miejscowości Çärjou w 1950 roku. W 1950 zespół startował w rozgrywkach Pucharu ZSRR. W 1965 jako Zahmet Çärjou debiutował w Klasie B, strefie 5 Rosyjskiej FSRR Mistrzostw ZSRR. W 1966 po reorganizacji systemu lig ZSRR grał w Klasie B, strefie Środkowej Azji i Kazachstanu. W 1967 zmienił nazwę na Irrigator Çärjou, a w 1970 po reorganizacji systemu lig ZSRR klub został zdegradowany do Klasy, strefy Środkowej Azji. Potem zespół występował w rozgrywkach amatorskich jako Wodnik Çärjou. W 1974 otrzymał promocję do Wtoroj Ligi, strefy 1, po pół roku w czerwcu zmienił nazwę na Amyderýa Çärjou, ale po zakończeniu sezonu zajął ostatnie 16 miejsce i ponownie spadł do rozgrywek lokalnych.
W 1992 jako Hlopkowik Çärjew debiutował w pierwszych niepodległych rozgrywkach Pierwszej Ligi Turkmenistanu. W 1993 zespół zajął 2.miejsce w Pierwszej Lidze i w 1994 debiutował w Wyższej Lidze Turkmenistanu. W 1996 zmienił nazwę na Pahtaçi Türkmenabat i zajął końcowe 7.miejsce. Jednak w następnym roku nie przystąpił do rozgrywek i został rozformowany.

## Sukcesy

### Trofea międzynarodowe
Nie uczestniczył w rozgrywkach azjatyckich (stan na 31-05-2015).

### Trofea krajowe
Turkmenistan
| \| \| Zdobyte trofea w rozgrywkach Turkmenistanu (stan na: 31-12-2015) \| |                                                                  |      |          |
| Rozgrywki                                                                 | Osiągnięcie                                                      | Razy | Sezon(y) |
| Mistrzostwo                                                               | I miejsce                                                        | 0    |          |
| Mistrzostwo                                                               | II miejsce                                                       | 0    |          |
| Mistrzostwo                                                               | III miejsce                                                      | 0    |          |
| Mistrzostwo                                                               | 5.miejsce                                                        | 1    | 1996     |
| Puchar                                                                    | zdobywca                                                         | 0    |          |
| Puchar                                                                    | finalista                                                        | 0    |          |
| Puchar                                                                    | ćwierćfinalista                                                  | 1    | 1993     |
| II liga                                                                   | I miejsce                                                        | 0    |          |
| II liga                                                                   | II miejsce                                                       | 1    | 1993     |
| II liga                                                                   | III miejsce                                                      | 0    |          |
| Turkmenistan                                                              | Zdobyte trofea w rozgrywkach Turkmenistanu (stan na: 31-12-2015) |      |          |

ZSRR
| \| \| Zdobyte trofea w rozgrywkach Związku Radzieckiego (stan na: 31-12-1991) \| |                                                                         |      |          |
| Rozgrywki                                                                        | Osiągnięcie                                                             | Razy | Sezon(y) |
| Mistrzostwo                                                                      | I miejsce                                                               | 0    |          |
| Mistrzostwo                                                                      | II miejsce                                                              | 0    |          |
| Mistrzostwo                                                                      | III miejsce                                                             | 0    |          |
| Puchar                                                                           | zdobywca                                                                | 0    |          |
| Puchar                                                                           | finalista                                                               | 0    |          |
| Puchar                                                                           | 1/32 finału                                                             | 1    | 1950     |
| II liga                                                                          | I miejsce                                                               | 0    |          |
| II liga                                                                          | II miejsce                                                              | 0    |          |
| II liga                                                                          | III miejsce                                                             | 0    |          |
|                                                                                  | Zdobyte trofea w rozgrywkach Związku Radzieckiego (stan na: 31-12-1991) |      |          |

- Klasa B ZSRR (III liga):
  - 4. miejsce w grupie: 1968

## Stadion
Klub rozgrywał swoje mecze domowe na stadionie Zahmet w Türkmenabat, który może pomieścić 10 000 widzów.

## Piłkarze
Znani piłkarze:
- Waleriý Fursow
- Rinat Habibulin
- Aleksandr Nikołajew

## Trenerzy
...
- 1968:  Aleksiej Zajcewski

...
- 1970:  Boris Smysłow

...
- 15.01.1977–10.08.1977:  Gieorgij Wjun